# Dupo, Illinois
Dupo är en ort i St. Clair County i delstaten Illinois, USA.